# Agence nationale de traitement automatisé des infractions
Pour les articles homonymes, voir Hentai.
L'Agence nationale de traitement automatisé des infractions (ANTAI) est en France, un Établissement public à caractère administratif (EPA), placé sous la tutelle du ministère de l'Intérieur.
Elle contribue à la politique publique de lutte contre l'insécurité routière sur le territoire national. Elle est l’héritière en 2011 de l’équipe du « projet interministériel contrôle automatisé » (2003-2011) qui a mis en œuvre les radars automatiques sur tout le territoire. L'Agence nationale de traitement automatisé des infractions agit au niveau interministériel. Elle assure le pilotage des activités du Centre national de traitement (CNT) de Rennes, ainsi que celles du Centre automatisé de constatation des infractions routières (CACIR) et des services de l’officier du ministère public du Centre national de traitement.
Le fonctionnement de l'agence suscite plusieurs critiques. (préciser lesquelles)[réf. souhaitée]

## Création
L'ANTAI a été créée à la suite de la direction de Projet interministériel du contrôle automatisé (PICA ; 2003). Le projet, piloté par le ministère de l’Intérieur jusqu'en 2006 puis par le ministère chargé des Transports, visait à déployer un dispositif de contrôle automatique des vitesses par radar et le traitement des infractions relevées y compris leur paiement ou leur contestation.
Le décret de création de l'ANTAI a été publié au Journal officiel du 31 mars 2011.

## Missions

### Coordination interministérielle
L'action de l’ANTAI s’inscrit dans un cadre interministériel ; elle est menée en coordination avec le ministère de l’Intérieur (délégation à la sécurité et la circulation routières, Police nationale, Gendarmerie nationale), le ministère de la Justice (direction des affaires criminelles et des grâces, direction des Services juridiques) et le ministère de l'Économie et des Finances (direction générale des Finances publiques).

### Traitement automatisé des infractions
Avec la mise en place des radars, l’ANTAI a développé l’automatisation du traitement des infractions à la circulation routière.
Cette action qui s’inscrit dans une logique de modernisation de l’État et de fiabilisation du traitement des infractions génère cependant des difficultés particulières. Le traitement automatisé peut être défini comme l’ensemble des étapes allant de l’émission d’un message d’infraction (suivant un flash de radar ou une verbalisation électronique par un agent dans le cadre du procès-verbal électronique) jusqu'à l’envoi au contrevenant par La Poste de l'avis de contravention. L’ensemble du processus de traitement est réalisé à Rennes par le Centre automatisé de constatation des infractions routières qui gère leur traitement automatisé. La contestation des infractions, notamment dans le cas d'une usurpation d'identité, est rendue nettement plus complexe par le processus d'automatisation.

### Pilotage des activités du CNT
L'ANTAI est responsable du pilotage et de la gestion du Centre national de traitement.
Ses principales missions sont les suivantes:
- Elle participe tout d’abord à la définition et au suivi des normes techniques relatives au traitement automatisé ; elle veille à la conception, l'exploitation et le développement des systèmes informatiques et des applications du traitement automatisé ;
- Elle pilote les activités d'édition et d’envoi de courriers liés à l’activité du Centre National de Traitement, en particulier les avis de contravention liés aux radars automatiques et aux procès-verbaux électroniques. La gestion des courriers reçus au Centre National de Traitement est également l’une de ses activités ;
- Elle veille sur les activités de constatation et de contestation des infractions. Elle travaille donc en collaboration avec le Centre automatisé de constatation des infractions routières (CACIR) ainsi qu’avec les services de l’Officier du ministère public du centre national de Rennes ;
- Enfin, l’agence a pour mission d’assurer l'information des contrevenants ; à cette fin, elle a mis en place un site internet et une assistance téléphonique.

Les directeurs de l'ANTAI sont :
- de 2011 à 2013, Jean-Jacques Debacq, préfet[4] ;
- de 2013 à 2015, Étienne Guepratte, intérimaire ;
- de 2015 à 2020, Henri Prévost, magistrat de la Cour des comptes[5] ;
- depuis 2020, Laurent Fiscus, préfet[6].

### Fichier ADOC
Le fichier Accès aux dossiers des contraventions (ADOC), créé par un arrêté du 13 octobre 2014, centralise les données de l'Agence nationale du traitement automatisé des infractions.
Il permet à un officier de police judiciaire d’avoir accès aux données issues des contraventions dites radar (celles qui concernent la vitesse d'un véhicule, le passage à un feu rouge, etc.), y compris aux clichés photographiques.
Lors de la pandémie de Covid-19, le fichier ADOC est consulté illégalement par les forces de l'ordre, en raison d'une « anomalie dans le dispositif policier mis en place par le ministère de l’intérieur pour contrer l’épidémie due au coronavirus ». Afin de constater la réitération de l'infraction de non-respect du confinement, qui devient un délit à partir de quatre violations dans une période de trente jours, les forces de l'ordre étaient amenées à consulter le fichier ADOC, « destiné aux infractions routières et non pour les contraventions de 4e catégorie ».

## Développement
Avec le déploiement du Procès-Verbal électronique (PVe), l’ANTAI élargit le périmètre des infractions traitées de façon automatisée en France et assure une meilleure équité entre les contrevenants[réf. nécessaire]. Le procès-verbal électronique permet aux agents verbalisateurs de saisir électroniquement les détails de  l’infraction constatée et de les communiquer directement au Centre National de Traitement qui gère leur traitement automatisé[réf. nécessaire].
Par ailleurs, le contrôle automatisé concerne progressivement les automobilistes étrangers, notamment les pays limitrophes (Belgique, Suisse, Luxembourg).
La verbalisation des contrevenants européens a été étendue dans le cadre de la directive (UE) 2015/413 du 11 mars 2015 « facilitant l’échange transfrontalier d’informations concernant les infractions en matière de sécurité routière ».
Cette directive est obligatoirement transcrite dans le droit interne des États membres de l'Union européenne à partir du 15 novembre 2013.
Une grande partie de la gestion de l'Antai, notamment celle de sa plateforme téléphonique, est confiée à des entreprises privées.

## Critiques
La Cour européenne des droits de l'homme (CEDH) condamne la France en mars 2012 sur le fondement de l'article 6§1 de la Convention européenne des droits de l'homme, au motif que le dispositif de contestation des amendes routières ne garantissait pas un droit à un recours effectif devant une juridiction,.
Le Défenseur des droits constate la même année que « la complexité du dispositif répressif en matière de sécurité routière et la dématérialisation croissante du traitement des contraventions ne permettent pas de garantir aux usagers l'effectivité de leurs droits »,.

## Polémique
Depuis le 30 septembre 2013, l'ANTAI et son directeur, le préfet Jean-Jacques Debacq, font l'objet d'une polémique,. Le site web d'informations Mediapart a révélé que le préfet a été flashé à de nombreuses reprises à bord de son véhicule de fonction et a reçu des procès-verbaux de stationnement, et que l'agence avait réglé toutes les contraventions lui évitant les pertes de points sur son permis de conduire et à terme l'annulation de celui-ci. Une partie des infractions ont été commises hors période de travail (week-end et jours fériés). À la suite de la polémique, Jean-Jacques Debacq a démissionné de son poste le 8 octobre 2013.
Le groupe Safac-J prétend que l’Agence nationale de traitement automatisé des infractions est illégale. Le média de vérification en ligne Les Surligneurs précise le 20 février 2025 dans un article détaillé, que cette affirmation est fausse.